# Nickelstål
Nickelstål är en stållegering ofta innehållande cirka 3 procent nickel. Anledningen att legera stål med nickel är högre sträckgräns och brottgräns samt bättre slagseghet och utmattningshållfasthet. Exempel på föremål som tillverkades av nickelstål var drivaxlar till ånglok, samt detaljer till bilmotorer. Nickelstål med 1-5% nickel är perlitiska, nickelstål med 20-25% nickel är austenitiska. Nickelstål med 8,5% nickel har använts för behållare för flytande luft och flytande kväve, på grund av att denna legering har stor slaghållfasthet vid låga temperaturer.